# Quercus oblongata
Quercus oblongata är en bokväxtart som beskrevs av David Don. Quercus oblongata ingår i släktet ekar, och familjen bokväxter. Inga underarter finns listade.